# Парк Вільяма Гавриляка
Парк імені Гавриляка (англ. William Hawrelak Park) у місті Едмонтоні (провінція Альберта, Канада) — парк, розташований поблизу річки Північний Саскачеван у місті Едмонтоні. Парк названо на честь колишнього мера міста Вільяма Гавриляка, цей парк, як і декілька інших парків міста, було збудовано за часів його управління. Стара назва парку Мейфейр Парк (англ. Mayfair Park).
У парку ім. Гавриляка щороку відбувається багато популярних у місті заходів: найперше фестиваль Спадщини (англ. Edmonton Heritage Festival), також фестиваль Симфонія Під Небом.
Є спеціальні теплі кімнати для перевдягання. Парк Гавриляка є частиною найбільшої в Північній Америці групи міських парків на березі річки Саскачеван у Едмонтоні. У парку є кілька спеціально обладнаних майданчиків для приготування їжі на вогні. Також є бювети зі свіжою водою та туалети. Вхід у парк вільний.

## Фестивалі та чемпіонати, що проводились у парку
Парк приймав Інтернаціональний Фестиваль спортивної ходьби (англ. Edmonton International Race Walk).
Парк був місцем проведення Чемпіонату з бігу по ґрунтовим дорогам (англ. 1994 Canadian Road Nationals).